# Величково (Варненська область)
Вели́чково (болг. Величково) — село у Варненській області Болгарії. Входить до складу общини Дилгопол.

## Населення
За даними перепису населення 2011 року у селі проживали 560 осіб.
Національний склад населення села:
| Національність   | Кількість осіб | Відсоток |
| ---------------- | -------------- | -------- |
| цигани           | 372            | 68,0%    |
| болгари          | 124            | 22,7%    |
| турки            | 35             | 6,4%     |
| Всього відповіли | 547            |          |

Розподіл населення за віком у 2011 році:
Динаміка населення: